# Roodkeelcaracara
De roodkeelcaracara (Ibycter americanus) is een vogel in de familie valkachtigen (Falconidae).

## Kenmerken
De roodkeelcaracara heeft een kale, rode huid op de keel en een witte buik. Hij leeft in kleine groepen. Bij dreigend onheil waarschuwen de roodkeelcaracara's elkaar met een oorverdovend geluid. Voor andere dieren functioneren de roodkeelcaracara's aldus als een sirene.

## Leefwijze
De insectenetende roodkeelcaracara (Daptrius americanus) is gespecialiseerd in het leeghalen van de nesten van insecten die als voedsel dienen zoals mieren, bijen en wespen. Daarnaast staan ook vruchten op het menu. De roodkeelcaracara is een luidruchtig dier en dit maakt hem tot een vaak gehoorde, maar minder vaak geziene vogel.

## Voortplanting
De roodkeelcaracara legt 2 tot 3 eieren.

## Verspreiding en leefgebied
Hij komt voor in Midden-Amerika en noordelijk Zuid-Amerika in een vochtige, bosrijke omgeving tot een hoogte van 1500 m, met name van zuidelijk Mexico tot zuidelijk Brazilië.

## Status
De grootte van de populatie is in 2019 geschat op 0,5-5 miljoen volwassen vogels. Op de Rode lijst van de IUCN heeft deze soort de status niet bedreigd.